# Eric Comrie
Eric Comrie (Edmonton, 6 luglio 1995) è un hockeista su ghiaccio canadese.

## Palmarès

### Mondiali
- 1 medaglia:
  - 1 argento (Germania/Francia 2017)